# Caserte
Pour les articles homonymes, voir Caserta (homonymie).
 (novembre 2017).
Si vous disposez d'ouvrages ou d'articles de référence ou si vous connaissez des sites web de qualité traitant du thème abordé ici, merci de compléter l'article en donnant les références utiles à sa vérifiabilité et en les liant à la section « Notes et références ».
Caserte (en italien : Caserta [kaˈzɛrta] ) est le chef-lieu de la province de Caserte en Campanie (Italie). Il est surnommé le « Versailles italien » (Versailles d'Italia).

## Géographie
Caserte se trouve aux marges de la plaine fertile nommée Terre de Labour (Terra di Lavoro, du nom des anciens habitants, les Leborini).

## Histoire

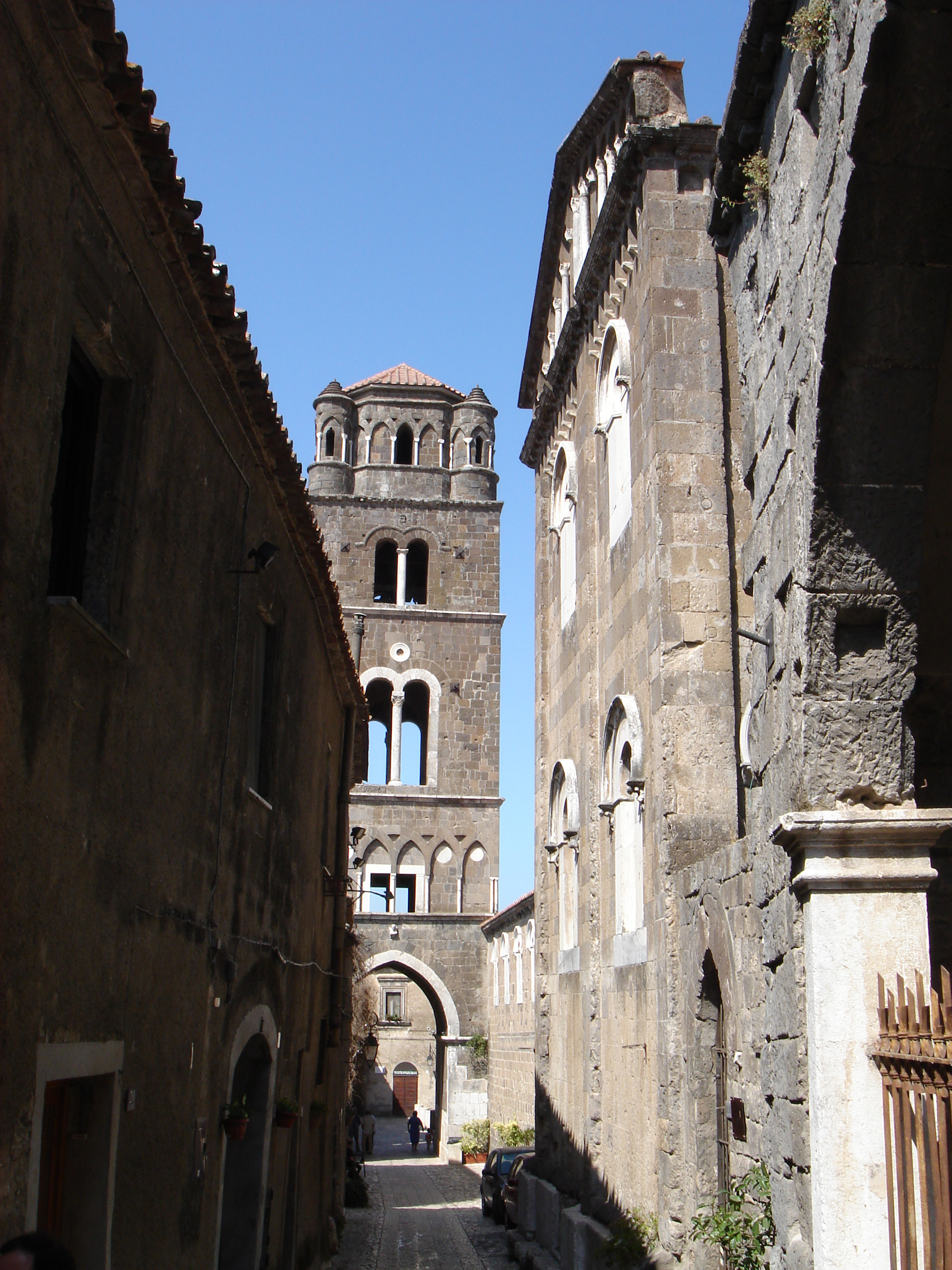
Caserta Vecchia.

En 1057, Caserte est prise par les Normands et est intégrée dans la principauté de Capoue. Au XIIe siècle, la ville fait partie du royaume de Sicile et devient le chef-lieu d'un comté. Sous le règne du roi Guillaume II de Sicile (1166 – 1189), le comte de Caserte Robert de Lauro deviendra un Grand-connétable et un Grand-maître justicier du royaume.
La ville moderne se développa à partir du XVIe siècle à 10 km de Casertavecchia (la « Vieille Caserte »), ancien siège épiscopal. La ville prit son essor lorsque Charles III de Bourbon y construisit son nouveau palais (achevé en 1780).
Dès 1818, Caserte devint le chef-lieu de la province de la Terre de Labour au détriment de Capoue. En 1842, le siège épiscopal de Casertavecchia y est transféré.
Caserte se développa ensuite très rapidement au cours du XIXe siècle.

## Économie
Dans l'aire urbaine de Caserte se concentrent les principales industries et activités économiques de la région.

## Monuments
- Palais de Caserte, œuvre de l'architecte Luigi Vanvitelli.
- Cathédrale (XIXe siècle).
- Église de San Francesco di Paola.

## Administration

### Maires
| Période          | Période          | Identité            | Étiquette                                   | Qualité |
| ---------------- | ---------------- | ------------------- | ------------------------------------------- | ------- |
| 21 novembre 1993 | 30 novembre 1997 | Aldo Bulzoni        | Parti démocrate de la gauche                |         |
| 30 novembre 1997 | 9 décembre 2005  | Luigi Falco         | Union des démocrates chrétiens et du centre |         |
| 11 juin 2006     | 13 décembre 2010 | Nicodemo Petteruti  | Indépendant de gauche                       |         |
| 15 mai 2011      | 3 juin 2015      | Pio Del Gaudio      | Le Peuple de la Liberté (puis Forza Italia) |         |
| 3 juin 2015      | 21 juin 2016     | Maria Grazia Nicolò | Commissaire préfectoral                     |         |
| 21 juin 2016     | En cours         | Carlo Marino        | Parti démocrate                             |         |

### Hameaux
Quelques hameaux ont des caractéristiques particulières et sont connus, même à l’étranger :
- Casertavecchia, centre historique de la commune où se trouve un bourg ancien resté intact avec un château très connu et un dôme roman ;
- San Leucio, siège d'une des premières communautés préindustrielles pour la production de la soie ;
- Vaccheria, élevage de bovins pour la production de cuir ;
- Falciano, ancien siège épiscopal du XVIIIe siècle et palais de l’écuyère (cavallerizza) du XVIe siècle ;
- Piedimonte de Casolla, siège d'une ancienne abbaye bénédictine, un temple romain dédié à Diane.

Autres hameaux : Aldifreda, Briano, Casola, Casolla, Centurano, Ercole, Garzano, Mezzano, Pozzovetere, Puccianiello, Sala di Caserta, San Benedetto, San Clemente, Santa Barbara, Staturano, Tredici, Tuoro.

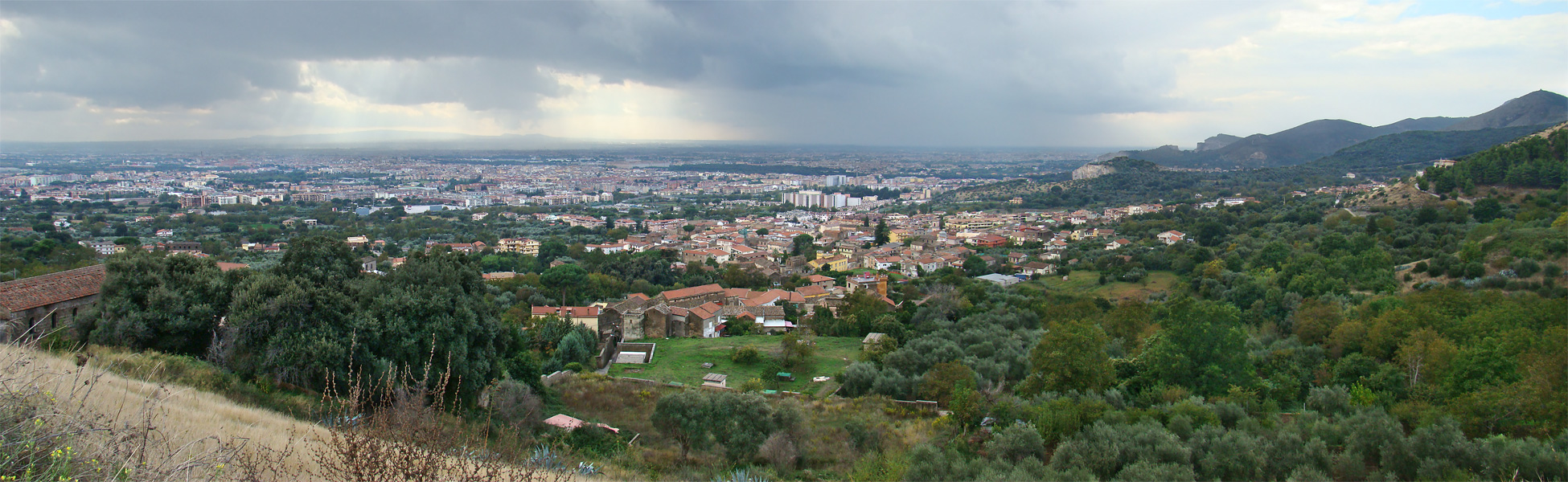
Vue panoramique de Caserte depuis Casertavecchia.

### Communes limitrophes
Capoue, Casagiove, Castel Morrone, Limatola (BN), Maddaloni, Recale, San Marco Evangelista, San Nicola la Strada, San Prisco, Sant'Agata de' Goti (BN), Valle di Maddaloni.

## Jumelages
- Pitești (Roumanie) ;
- Aley (Liban).

## Personnalités
- Naevius (270?–v. 200), dramaturge ;
- Robert de Lauro, décédé en 1183, fut comte de Caserte ;
- Giulio Antonio Santori (1532-1602), inquisiteur et cardinal de l'Église catholique ;
- Marie-Amélie de Bourbon-Siciles (1782-1866), reine des Français ;
- Ernesto Rossi (1897-1967), homme politique et journaliste, militant antifasciste et radical, promoteur du fédéralisme européen ;
- Mario Tronco (1962), fondateur du Piccola Orchestra Avion Travel ;
- Francesco Tavano (1979), footballeur ;
- Marco D'Amore (1981), acteur.